# Roavvioaivi (kulle, lat 69,67, long 26,48)
Roavvioaivi är en kulle i Finland. Den ligger i Utsjoki kommun i landskapet Lappland, i den norra delen av landet, 1 100 km norr om huvudstaden Helsingfors. Toppen på Roavvioaivi är 471 meter över havet. Roavvioaivi ingår i Paistunturit.
Terrängen runt Roavvioaivi är platt österut, men västerut är den kuperad.  Trakten runt Roavvioaivi är nära nog obefolkad, med mindre än två invånare per kvadratkilometer. Det finns inga samhällen i närheten. Omgivningarna runt Roavvioaivi är i huvudsak ett öppet busklandskap.